# 夕方音楽
『夕方音楽』（ユーガッタ・ミュージック）は、1998年4月から2001年3月まで全国FM放送協議会 (JFN) 加盟局で放送されていたジャパンエフエムネットワーク (JFNC) 制作のラジオ番組である。
陣内大蔵がパーソナリティを務めていた音楽番組で、毎週月曜 - 木曜 16:00 - 16:55（日本標準時）に放送。当時からJFN加盟局で放送されていた『FMラジオショッピング』のうち、月曜 - 木曜夕方のものはこの番組内で放送されていた。